# Deny (SQL)
DENY — оператор мови SQL, який не дає користувачам можливості виконувати дії. Це означає, що такий оператор видаляє існуючі повноваження у облікових записах користувачів або не дозволяє користувачам застосовувати повноваження від їх участі в групах, які можуть бути отримані в майбутньому.

## Синтаксис команди DENY
```
DENY
 
{
ALL
  
[
PRIVILEGES
]
}
 
|
 
permission_list

 
[
ON
  
[
class
::]
  
securable
]
 
TO
 
principal_list

 
[
CASCADE
]
   
[
 
AS
 
principal
 
]

```

Всі опції оператора DENY мають таке ж логічне значення, що і опції з тими ж самими іменами в операторі GRANT, DENY має додаткову опцію CASCADE, яка вказує, що повноваження не будуть застосовуватися для користувача А і для будь-якого користувача, якому користувач А передасть ці повноваження . (Якщо опція CASCADE не зазначена в операторі DENY і відповідні повноваження до об'єкта задаються з WITH GRANT OPTION, то повертається помилка.)

## Приклади використання оператора DENY
Оператор DENY забороняє користувачеві, групі або ролі отримувати доступ до повноважень, отриманим через їх участь в групі або ролі. Це означає, що якщо користувач належить групі (або ролі) і надані групі повноваження скасовуються для цього користувача, то цей користувач буде єдиним в групі, хто не зможе використовувати ці повноваження. З іншого боку, якщо повноваження скасовуються для всієї групи, то ці повноваження скасовуються для всіх членів цієї групи.

Приклад №1:
```
USE
 
sample
;

DENY
 
CREATE
 
TABLE
,
 
CREATE
 
PROCEDURE

     
TO
 
username

```

Інструкція DENY у прикладі №1 скасовує для користувача username раніше надані йому дозволи на створення таблиць і процедур.
Приклад №2:
```
USE
 
sample
;

GRANT
 
SELECT
 
ON
 
project

    
TO
 
PUBLIC
;

DENY
 
SELECT
 
ON
 
project

    
TO
 
username1
,
 
username2

```

У прикладі №2 показана негативна авторизація для деяких користувачів бази даних sample.
Спочатку надається право на читання всіх рядків з таблиці project для всіх користувачів бази даних sample. Потім це право скасовується для двох користувачів: username1 і username2.